# Kameničky
Kameničky är en ort i Tjeckien.   Den ligger i regionen Pardubice, i den centrala delen av landet, 120 km öster om huvudstaden Prag. Kameničky ligger 629 meter över havet och antalet invånare är 775.
Terrängen runt Kameničky är huvudsakligen platt, men norrut är den kuperad. Terrängen runt Kameničky sluttar norrut. Runt Kameničky är det ganska glesbefolkat, med 30 invånare per kvadratkilometer. Närmaste större samhälle är Hlinsko, 5,6 km nordväst om Kameničky. I omgivningarna runt Kameničky växer i huvudsak barrskog.